# Balacra aurivilliusi
Balacra aurivilliusi är en fjärilsart som beskrevs av Sergius G. Kiriakoff 1957. Balacra aurivilliusi ingår i släktet Balacra och familjen björnspinnare. Inga underarter finns listade i Catalogue of Life.